# More Than Words (canción)
«More Than Words» (en español: «Más que palabras») es un power ballad interpretada originalmente por el grupo de hard rock estadounidense Extreme. Se articula en torno a la intrincada guitarra acústica de Nuno Bettencourt y la voz de Gary Cherone (con la voz en armonía de Bettencourt). Fue publicada como el tercer sencillo y quinta canción del segundo álbum de estudio Extreme II: Pornograffitti (1990). La canción es de tipo power ballad acústica.

## Sentido de la canción
La canción pide a la persona a quien se dirige a mostrar su amor a través de "más que palabras."

## Gráfico de Actuaciones
El 23 de marzo de 1991, "More Than Words" entra en los 'Billboard Hot 100 de los Estados Unidos en el puesto 81 y poco después alcanzó el número uno. Asimismo, logró alcanzar el puesto dos en la UK Singles Chart, donde el grupo tuvo éxito antes de su descubrimiento en América. A pesar de que habían hecho algunas actuaciones en los estados europeos antes, esto condujo a la banda a su primer éxito en los Estados Unidos.
Tras "More Than Words", Extreme publicó otra balada titulada "Hole Hearted", en la cual el ritmo es ligeramente más rápido que en "More Than Words", pero, no obstante, solo llegó hasta el número 4 en los Estados Unidos.

## Versiones de la canción
Incluso años después de la separación de Extreme, "More Than Words" ha mantenido su popularidad, siendo versionado en multitud de ocasiones, entre las que se incluyen:
- Mina Mazzini versionó esta canción a dúo con su hija Benedetta Mazzini, en 1995 para su disco doble "Pappa di Latte".
- Gigatrón versionó esta canción bajo el nombre de "Muérdelo", en su disco Hittrashit (2005).
- Flip Da Scrip usando un 'sample' de la canción en su sencillo de 1997 "I Never Told You".
- BBMak en su álbum debut publicado en 1999.
- Westlife en 1999, en su álbum debut Westlife.
- David Cassidy en 2003 en el álbum A Touch of Blue.
- Naturally 7 en 2003 en el álbum What is It? en una versión a cappella.
- Owen en 2004, como una pista adicional para la versión japonesa en el álbum I Do Perceive.
- Frankie J en 2005, como tercer sencillo de su álbum The One.
- mink, una artista Coreana-Japonesa, realiza en 2008 una versión bossa nova en su primer álbum  mink ~prologue~.
- Aloha Sex Juice en 2008, realiza una versión de la canción en la película Forgetting Sarah Marshall.
- "The Gang" de la serie It's Always Sunny in Philadelphia cantó el último verso de la canción a cappella mientras tomaba chupitos en un su bar del sur de Filadelfia en el episodio "The Gang Goes Jihad" de la temporada 2.
- Ruben Studdard realizó un cover de la canción en su álbum de 2009 Love Is.
- Mike Myers realiza una versión de la canción junto con Manu Narayan en el film The Love Guru
- Amateur Transplants grabó una canción a modo de parodia titulada "Northern Birds".
- Tony Lucca y JC Chasez en 1991 realizaron una versión en vivo en el programa Mickey Mouse Club.
- Walters & Kazha realizaron una actuación en vivo en 2005.
- Sung Si kyung la ha cantado en varios conciertos.
- Pablo Alborán ha cantado la canción varias veces en sus conciertos en vivo.
- En el reality The Glee Project, en el capítulo "Romanticality" fue utilizada como la tarea semanal, interpretada por Blake Jenner, Ali Stroker, Aylin Bayramoglu, Lily Mae Harrinton, Shanna Henderson y Michael Weisman. Nuno Bettencourt toco la guitarra durante la performance.
- En la serie Glee, en el capítulo "Shooting Star" Esta canción es interpretada por los personajes de Brittany S. Pierce y Sam Evans, interpretados por  Heather Morris y Chord Overstreet, respectivamente.
- En el concierto Nobel de la Paz en 2015, Nuno Bettencourt junto a Steven Tyler.